# Philodromus lepidus
Philodromus lepidus är en spindelart som beskrevs av John Blackwall 1870. Philodromus lepidus ingår i släktet Philodromus och familjen snabblöparspindlar. Inga underarter finns listade i Catalogue of Life.